# Ердененцогт Цогтжаргал
Ердененцогт Цогтжаргал (5 жовтня 1971) — монгольський боксер, призер чемпіонату світу та чемпіонату Азії.

## Аматорська кар'єра
На чемпіонаті Азії 1989 завоював бронзову медаль.
На Азійських іграх 1990 програв у першому бою Чатчай Сасакул (Таїланд).
На чемпіонаті Азії 1992 програв в першому бою Роелю Веласко (Філіппіни).
На Олімпійських іграх 1992 переміг Фернандо Ретаюда (Колумбія) і програв Рохеліо Марсело (Куба).
На чемпіонаті світу 1993 став бронзовим призером.
- В 1/8 фіналу переміг Мікко Мантере (Фінляндія) — 10-7
- У чвертьфіналі переміг Раджендра Прасад (Індія) — 13-5
- У півфіналі програв Данієлю Петрову (Болгарія) — 2-6

На Азійських іграх 1994 програв у першому бою.